# Storlidtjärnen (Åre socken, Jämtland, 703060-135949)
Storlidtjärnen är en sjö i Åre kommun i Jämtland och ingår i Indalsälvens huvudavrinningsområde.